# Lavaur (Dordogne)
Pour les articles homonymes, voir Lavaur.
Lavaur est une commune française rurale située dans le département de la Dordogne, en région Nouvelle-Aquitaine.

## Géographie

### Généralités
Dans le quart sud-est du département de la Dordogne, en Périgord noir et en limite du département de Lot-et-Garonne, la commune de Lavaur est bordée à l'est par la Lémance, un affluent du Lot.
À l'écart des routes principales, le petit bourg de Lavaur est situé, en distances orthodromiques, deux kilomètres et demi au nord de Sauveterre-la-Lémance et quatre kilomètres et demi au sud-ouest de la bastide de Villefranche-du-Périgord, et les villes les plus proches sont Gourdon à 32 km, Sarlat-la-Canéda  et Villeneuve-sur-Lot à 34 km, et Cahors à 39 km.
Les principaux accès à la commune s'effectuent par la route départementale (RD) 660 au nord-est et par la RD 710 à l'est.

### Communes limitrophes
Lavaur est limitrophe de cinq autres communes dont deux dans le département de Lot-et-Garonne.
| Mazeyrolles                                |                                        | Saint-Cernin-de-l'Herm |
| Blanquefort-sur-Briolance (Lot-et-Garonne) | Lavaur                                 | Loubejac               |
|                                            | Sauveterre-la-Lémance (Lot-et-Garonne) |                        |

### Géologie et relief

#### Géologie
Situé sur la plaque nord du Bassin aquitain et bordé à son extrémité nord-est par une frange du Massif central, le département de la Dordogne présente une grande diversité géologique. Les terrains sont disposés en profondeur en strates régulières, témoins d'une sédimentation sur cette ancienne plate-forme marine. Le département peut ainsi être découpé sur le plan géologique en quatre gradins différenciés selon leur âge géologique. Lavaur est située dans le troisième gradin à partir du nord-est, un plateau formé de calcaires hétérogènes du Crétacé.
Les couches affleurantes sur le territoire communal sont constituées de formations superficielles du Quaternaire et de roches sédimentaires datant pour certaines du Cénozoïque, et pour d'autres du Mésozoïque. La formation la plus ancienne, notée c3(1), date du Coniacien indifférencié, composée de marnes et calcaires argileux grisâtres à la base puis calcaires bioclastiques gréseux. La formation la plus récente, notée CFvp, fait partie des formations superficielles de type colluvions carbonatées de pente ou de vallon secs indifférenciés. Le descriptif de ces couches est détaillé dans  les feuilles « no 831 - Belvès » et « no 855 - Fumel » de la carte géologique au 1/50 000 de la France métropolitaine, et leurs notices associées,.

Carte géologique de Lavaur.

#### Relief et paysages
Le département de la Dordogne se présente comme un vaste plateau incliné du nord-est (491 m, à la forêt de Vieillecour dans le Nontronnais, à Saint-Pierre-de-Frugie) au sud-ouest (2 m à Lamothe-Montravel). L'altitude du territoire communal varie quant à elle entre 135 m et 282 m,.
Dans le cadre de la Convention européenne du paysage entrée en vigueur en France le 1er juillet 2006, renforcée par la loi du 8 août 2016 pour la reconquête de la biodiversité, de la nature et des paysages, un atlas des paysages de la Dordogne a été élaboré sous maîtrise d’ouvrage de l’État et publié en octobre 2020. Les paysages du département s'organisent en huit unités paysagères et 14 sous-unités. La commune fait partie du Périgord noir, un paysage vallonné et forestier, qui ne s’ouvre que ponctuellement autour de vallées-couloirs et d’une multitude de clairières de toutes tailles. Il s'étend du nord de la Vézère au sud de la Dordogne (en amont de Lalinde) et est riche d’un patrimoine exceptionnel.
La superficie cadastrale de la commune publiée par l'Insee, qui sert de référence dans toutes les statistiques, est de 9,00 km2,,. La superficie géographique, issue de la BD Topo, composante du Référentiel à grande échelle produit par l'IGN, est quant à elle de 9,25 km2.

### Hydrographie

Réseaux hydrographique et routier de Lavaur.

La commune est située dans le bassin de la Garonne au sein du Bassin Adour-Garonne. Elle est drainée par la Lémance, la Ménaurie, le ruisseau des Griffouillères et par deux petits cours d'eau, qui constituent un réseau hydrographique de 10 km de longueur totale,.
La Lémance, d'une longueur totale de 34,53 km, prend sa source dans la commune de Prats-du-Périgord et se jette en rive droite du Lot en Lot-et-Garonne, en limite de Fumel et Monsempron-Libos, face à Saint-Vite,. Elle borde la commune à l'est sur trois kilomètres et demi, face à Loubejac.
Son affluent de rive droite la Ménaurie en fait autant au nord-est sur un kilomètre, face à Saint-Cernin-de-l'Herm.
Affluent de rive gauche de la Lémance, le ruisseau des Griffouillères marque la limite territoriale au sud-est sur 160 mètres, face à Loubejac.

### Climat
Pour des articles plus généraux, voir Climat de la Nouvelle-Aquitaine et Climat de la Dordogne.
Historiquement, la commune est exposée à un climat océanique aquitain.  
En 2020, Météo-France publie une typologie des climats de la France métropolitaine dans laquelle la commune est exposée à un climat océanique altéré et est dans la région climatique  Aquitaine, Gascogne, caractérisée par une pluviométrie abondante au printemps, modérée en automne, un faible ensoleillement au printemps, un été chaud (19,5 °C), des vents faibles, des brouillards fréquents en automne et en hiver et des orages fréquents en été (15 à 20 jours).
Pour la période 1971-2000, la température annuelle moyenne est de 12,3 °C, avec  une amplitude thermique annuelle de 15,1 °C. Le cumul annuel moyen de précipitations est de 945 mm, avec 11,9 jours de précipitations en janvier et 6,4 jours en juillet. Pour la période 1991-2020, la température moyenne annuelle observée sur la station météorologique la plus proche, située sur la commune de Lacapelle-Biron à 10 km à vol d'oiseau, est de 13,6 °C et le cumul annuel moyen de précipitations est de 833,3 mm,. Pour l'avenir, les paramètres climatiques de la commune estimés pour 2050 selon différents scénarios d’émission de gaz à effet de serre sont consultables sur un site dédié publié par Météo-France en novembre 2022.

## Urbanisme

### Typologie
Au 1er janvier 2024, Lavaur est catégorisée commune rurale à habitat très dispersé, selon la nouvelle grille communale de densité à 7 niveaux définie par l'Insee en 2022.
Elle est située hors unité urbaine et hors attraction des villes,.

### Occupation des sols
L'occupation des sols de la commune, telle qu'elle ressort de la base de données européenne d’occupation biophysique des sols Corine Land Cover (CLC), est marquée par l'importance des forêts et milieux semi-naturels (67,5 % en 2018), en augmentation par rapport à 1990 (66 %). La répartition détaillée en 2018 est la suivante : 
forêts (67,5 %), zones agricoles hétérogènes (19,3 %), prairies (13,2 %). L'évolution de l’occupation des sols de la commune et de ses infrastructures peut être observée sur les différentes représentations cartographiques du territoire : la carte de Cassini (XVIIIe siècle), la carte d'état-major (1820-1866) et les cartes ou photos aériennes de l'IGN pour la période actuelle (1950 à aujourd'hui).

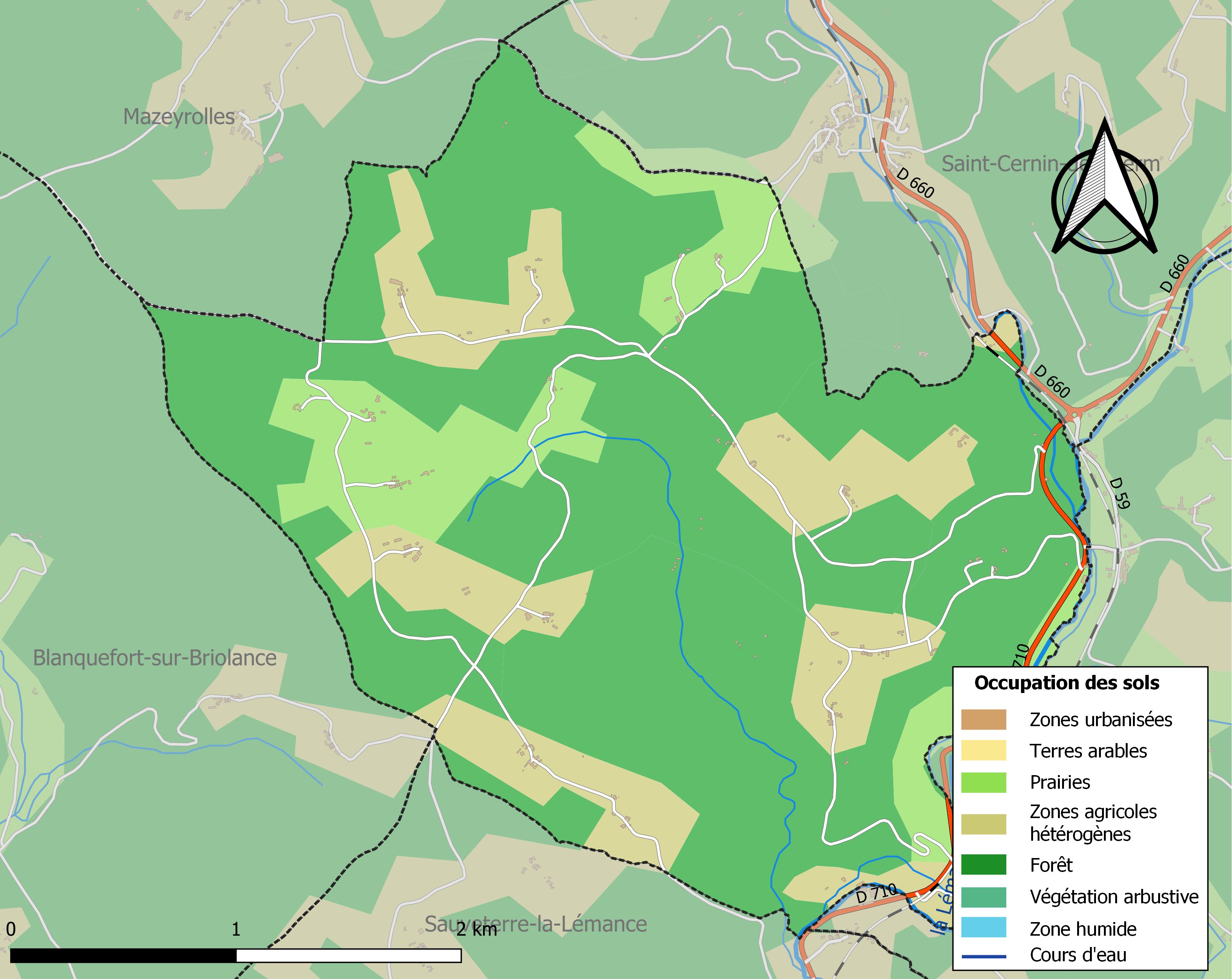
Carte des infrastructures et de l'occupation des sols de la commune en 2018 (CLC).

### Risques naturels et technologiques
La sismicité de Lavaur est très faible.
Le village a subi une tempête en novembre 1982 et des inondations, coulées de boue et mouvements de terrain fin décembre 1999.

### Prévention des risques
Le territoire de la commune de Lavaur est vulnérable à différents aléas naturels : météorologiques (tempête, orage, neige, grand froid, canicule ou sécheresse), feux de forêts, mouvements de terrains et séisme (sismicité très faible). Un site publié par le BRGM permet d'évaluer simplement et rapidement les risques d'un bien localisé soit par son adresse soit par le numéro de sa parcelle.
Lavaur est exposée au risque de feu de forêt. L’arrêté préfectoral du 14 mars 2013 fixe les conditions de pratique des incinérations et de brûlage dans un objectif de réduire le risque de départs d’incendie. À ce titre, des périodes sont déterminées : interdiction totale du 15 février au 15 mai et du 15 juin au 15 octobre, utilisation réglementée du 16 mai au 14 juin et du 16 octobre au 14 février. En septembre 2020, un plan inter-départemental de protection des forêts contre les incendies (PidPFCI) a été adopté pour la période 2019-2029,.

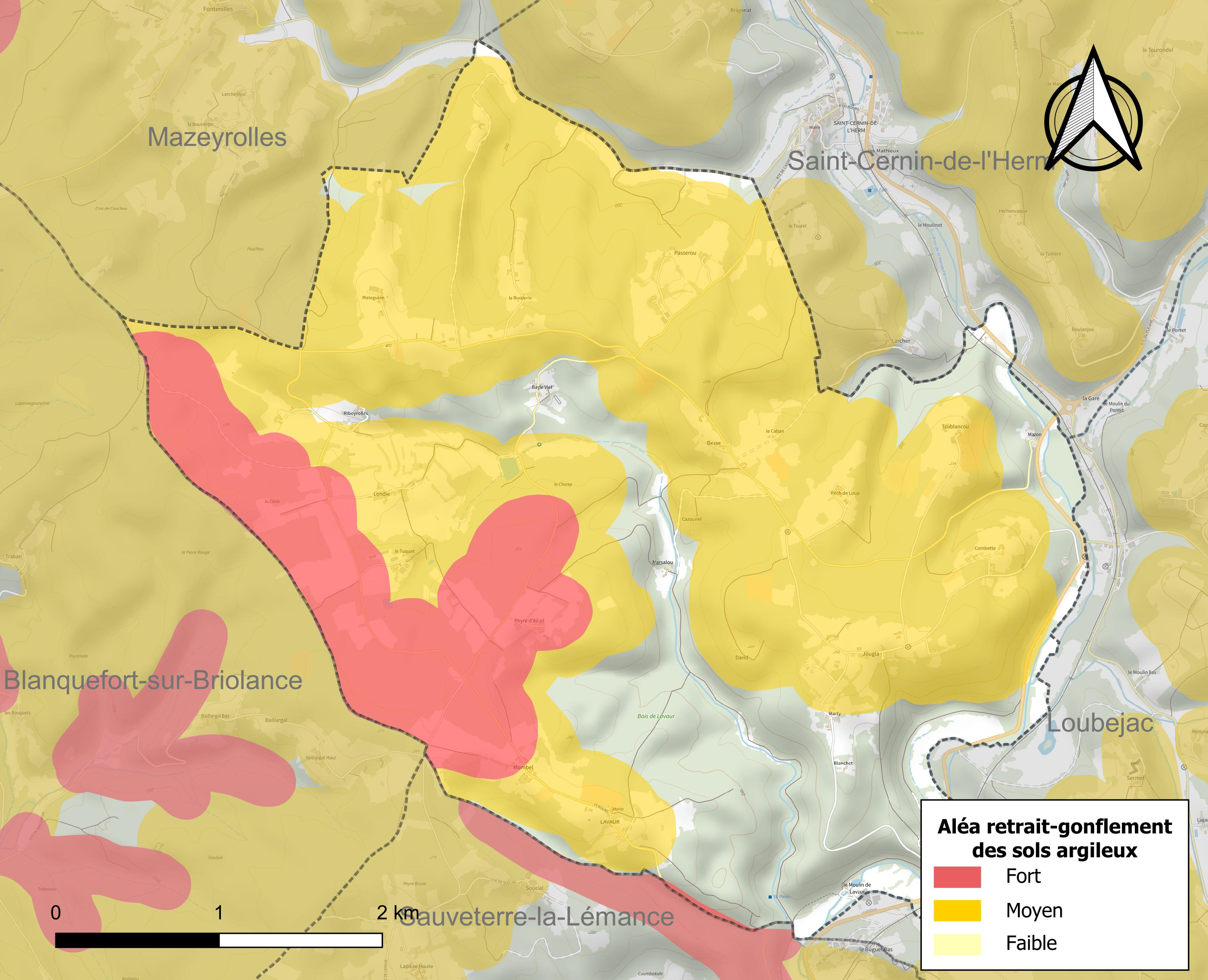
Carte des zones d'aléa retrait-gonflement des sols argileux de Lavaur.

Les mouvements de terrains susceptibles de se produire sur la commune sont des tassements différentiels. Le retrait-gonflement des sols argileux est susceptible d'engendrer des dommages importants aux bâtiments en cas d’alternance de périodes de sécheresse et de pluie. 74,4 % de la superficie communale est en aléa moyen ou fort (58,6 % au niveau départemental et 48,5 % au niveau national métropolitain). Depuis le 1er octobre 2020, en application de la loi ÉLAN, différentes contraintes s'imposent aux vendeurs, maîtres d'ouvrages ou constructeurs de biens situés dans une zone classée en aléa moyen ou fort,.
La commune a été reconnue en état de catastrophe naturelle au titre des dommages causés par les inondations et coulées de boue survenues en 1982 et 1999, par la sécheresse en 2011 et par des mouvements de terrain en 1999.

## Toponymie
Le toponyme Lavaur désigne une vallée profonde creusée par une ravine.
Du gaulois vobero (« ravin, lit de torrent ») avec agglutination de l'article la.
En occitan, la commune porte le nom de La Vaur.

## Histoire
Lavaur était un ancien repaire noble ayant haute justice sur Lavaur et Fontenilles. Le fief se trouvait alors sur un chemin qui reliait le Périgord à l'Agenais.
Le fief appartenait à la famille de Gironde qui aura plusieurs branches qui se sont fixées en Auvergne, en Quercy, dans le Périgord, en Languedoc et en Italie.
Brandelis de Gironde se maria avec Louise de Gontaud-Biron le 26 septembre 1605. Il racheta les parts des Gontaud-Biron et devint le principal seigneur de Lavaur. En 1616, il acheta la seigneurie de Montcléra qui, unie à celle de Lavaur, devint un marquisat en 1615. Brandelis de Gironde est aussi baron de Loupiac, seigneur de Cazals, Marminiac et Floyras. Il va s'ensuivre deux siècles de conflits entre la famille de Gironde et les tenanciers. Brandelis de Gironde avait signé une transaction avec les tenanciers en 1609 fixant les rentes à payer. Mais ceux-ci estiment qu'elles sont abusives. Cette opposition sur le plan juridique vient de la composition des tenanciers qui comprennent aussi des familles notariales. Brandelis est mort au siège de Montauban en 1621. Les biens de la famille ont été saisis à la Révolution comme biens d'émigrés.
Les Gironde, barons de Lavaur, ne possèdent qu'un quart de la seigneurie et semblent avoir des relations moins conflictuelles. Louis-Armand de Lavaur (1659-1764) est le fils de Pons de Gironde et le neveu de François de Gironde, fils de Brindelis de Gironde, marquis de Montcléra. Armand de Lavaur est coseigneur minoritaire en 1717. Il est page de la grande écurie du roi. Il épouse Marie de Fargues, nièce de Bertrand de Fargues marié à Honorée de Cosnac, sœur de l'archevêque d'Aix, Daniel de Cosnac. Le couple occupe le château qui avait été construit au XIVe siècle. Il avait été utilisé à partir de 1560 comme lieu de prêche protestant. C'était un bâtiment d'un seul étage flanqué de deux tours sans créneaux. Cette maison noble avait peut-être été restaurée par les Biron après les guerres de religion. Il a été détruit pendant la Révolution. Le couple n'ayant pas eu d'enfant, c'est la branche aînée qui hérita de ses biens.

## Politique et administration

### Administration municipale
La population de la commune étant inférieure à 100 habitants au recensement de 2017, sept conseillers municipaux ont été élus en 2020,.

### Liste des maires
| Période                                  | Période   | Identité         | Étiquette | Qualité  |
| ---------------------------------------- | --------- | ---------------- | --------- | -------- |
| Les données manquantes sont à compléter. |           |                  |           |          |
|                                          |           |                  |           |          |
| 1977                                     | mars 2008 | Marguerite Puech |           |          |
| mars 2008 (réélu en mai 2020)            | En cours  | Michel Lapouge   | SE        | Retraité |

## Équipements et services publics

### Justice
Dans le domaine judiciaire, Lavaur relève : 
- du tribunal de proximité de Sarlat-la-Canéda ;
- du tribunal judiciaire, du tribunal pour enfants, du conseil de prud'hommes et du tribunal de commerce de Bergerac ;
- du pôle Nationalité du tribunal judiciaire de Périgueux (compétent uniquement dans le domaine de la nationalité) ;
- de la cour d'appel et de la  cour administrative d'appel de Bordeaux.

## Population et société

### Démographie
Les habitants de Lavaur s'appellent les Vauréens.
L'évolution du nombre d'habitants est connue à travers les recensements de la population effectués dans la commune depuis 1793. Pour les communes de moins de 10 000 habitants, une enquête de recensement portant sur toute la population est réalisée tous les cinq ans, les populations de référence des années intermédiaires étant quant à elles estimées par interpolation ou extrapolation. Pour la commune, le premier recensement exhaustif entrant dans le cadre du nouveau dispositif a été réalisé en 2007.

En 2022, la commune comptait 81 habitants, en évolution de +19,12 % par rapport à 2016 (Dordogne : +0,37 %, France hors Mayotte : +2,11 %).
| 1793 | 1800 | 1806 | 1821 | 1831 | 1836 | 1841 | 1846 | 1851 |
| ---- | ---- | ---- | ---- | ---- | ---- | ---- | ---- | ---- |
| 380  | 378  | 392  | 422  | 413  | 385  | 425  | 473  | 413  |

| 1856 | 1861 | 1866 | 1872 | 1876 | 1881 | 1886 | 1891 | 1896 |
| ---- | ---- | ---- | ---- | ---- | ---- | ---- | ---- | ---- |
| 399  | 397  | 348  | 370  | 360  | 319  | 311  | 297  | 297  |

| 1901 | 1906 | 1911 | 1921 | 1926 | 1931 | 1936 | 1946 | 1954 |
| ---- | ---- | ---- | ---- | ---- | ---- | ---- | ---- | ---- |
| 281  | 255  | 237  | 202  | 190  | 186  | 167  | 174  | 174  |

| 1962 | 1968 | 1975 | 1982 | 1990 | 1999 | 2006 | 2007 | 2012 |
| ---- | ---- | ---- | ---- | ---- | ---- | ---- | ---- | ---- |
| 151  | 153  | 113  | 107  | 102  | 88   | 82   | 81   | 65   |

| 2017 | 2022 | - | - | - | - | - | - | - |
| ---- | ---- | - | - | - | - | - | - | - |
| 70   | 81   | - | - | - | - | - | - | - |

## Économie

### Emploi
En 2015, parmi la population communale comprise entre 15 et 64 ans, les actifs représentent 31 personnes, soit 47,0 % de la population municipale. Le nombre de chômeurs (cinq) a légèrement diminué par rapport à 2010 (six) et le taux de chômage de cette population active s'établit à 15,2 %.

### Établissements
Au 31 décembre 2015, la commune compte sept établissements, dont deux dans l'agriculture, la sylviculture ou la pêche, deux dans l'industrie, un dans la construction, un au niveau des commerces, transports ou services, et un relatif au secteur administratif.

### Appellation d'origine contrôlée (AOC) et indications géographiques protégées (IGP)
Lavaur se trouve dans la zone d'appellation d'origine contrôlée (AOC) pour les noix du Périgord.
La commune est aussi située dans le périmètre d'une trentaine d'indications géographiques protégées (IGP), dont le veau du Limousin, l'agneau du Périgord, l'agneau du Quercy, le porc du Limousin, le canard à foie gras du Sud-Ouest, les volailles de Gascogne, le jambon de Bayonne, la fraise du Périgord, le pruneau d'Agen ainsi que les vins du Périgord, blanc, rosé et rouge.

## Culture locale et patrimoine

### Lieux et monuments

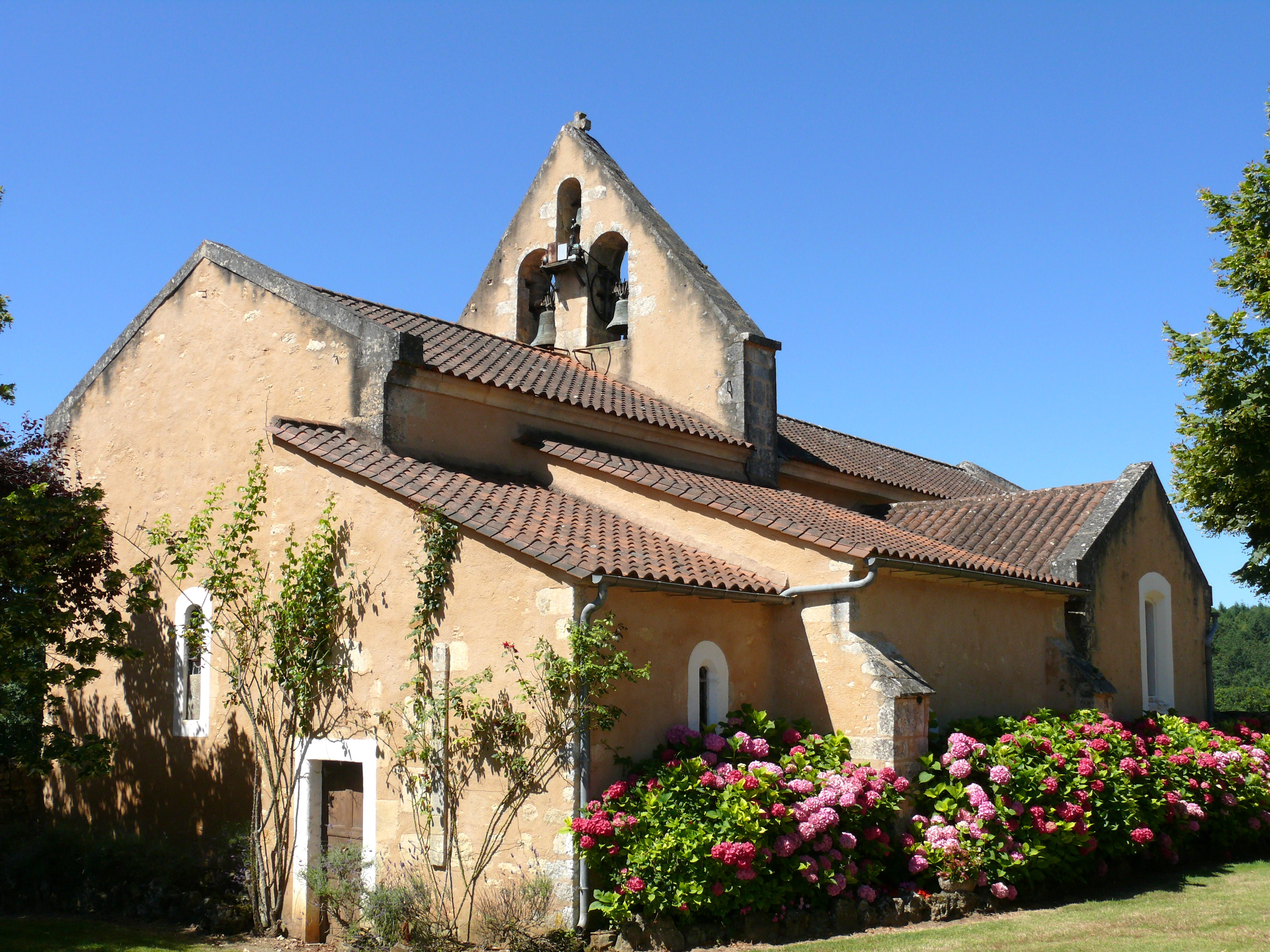
Église Saint-Avit.

- Église Saint-Avit. Elle est citée dans un acte de 1310. Elle est restaurée en 1766 pour 672 livres. Ancienne chapelle seigneuriale, elle se trouvait entourée à cette époque par le château de Lavaur qui a été détruit à la Révolution. Elle possède une cuve baptismale du XIIe siècle sur laquelle on peut voir l'insigne des Templiers. À l'intérieur se trouvent aussi deux anges en bois peint classés (XIIIe siècle), un bénitier du XVe siècle sculpté d'une fleur de lys.
- Le moulin.
- La scierie.

À l'extérieur de Lavaur :
- la fontaine « des trois évêques ».
- une tour de guet des Templiers, en ruine.

## Pour approfondir